# زنده ماندن در مریخ
زنده ماندن در مریخ (انگلیسی: Surviving Mars) یک بازی شهرسازی است که توسط استودیوی بلغارستانی همیمونت گیمز ساخته و به دست پارادوکس اینتراکتیو برای ویندوز، مک‌اواس، لینوکس، پلی استیشن ۴ و ایکس باکس وان در تاریخ ۱۵ مارس ۲۰۱۸ منتشر شد.

## بازخوردها
| گردآورنده | امتیاز                              |
| --------- | ----------------------------------- |
| متاکریتیک | PC: 76/100 PS4: 73/100 XONE: 76/100 |

بازی به‌طور کلی با بازبینی جمعی در متاکریتیک خوب استقبال شده‌است و در وبگاه پی‌سی گیمر ۸۰ درصد و در آی‌جی‌ان نمره ۷۸ از ۱۰۰ گرفته‌است.